# 園基資
園 基資（その もとより、1856年5月26日（安政3年4月23日） - 1928年（昭和3年）1月6日）は、日本の伯爵。華道家。園家の第24代当主。青山流第24代家元。妹は明治天皇の典侍の園祥子。東京都出身。

## 生涯
東京都出身。伯爵・園基祥の長男として生まれる。母は園部藩8代藩主・小出英発の娘。
1905年（明治38年）より伯爵となり、園家の家督を継ぎ、青山流第24代家元となる。私生活では松浦詮の養女である松浦益子と結婚し、長男に園基建がいる。
1928年（昭和3年）、死去。

## 系譜
- 祖父：小出英発
- 父親：園基祥
- 母親：小出英発の娘
- 妻：松浦益子 - 松浦詮の養女、松浦敬の次女。
  - 長男：園基建